# 伊勒欧比尼
伊勒欧比尼（法語：Isle-Aubigny，法語發音：[il obiɲi]），又译伊洛比尼，是法国奥布省的一个市镇，位于该省北部偏东，属于特鲁瓦区。

## 地理
伊勒欧比尼（48°31'31"N, 4°15'56"E）面积18.76 平方千米，位于法国大東部大區奥布省，该省份为法国中北部省份，北起马恩省，西接塞纳-马恩省，西南至约讷省，东南至科多尔省，东临上马恩省。
与伊勒欧比尼接壤的市镇（或旧市镇、城区）包括：绍德雷、当皮埃尔、吕特尔、奥尔蒂永、拉姆吕、沃科涅、沃普瓦松、维内特。

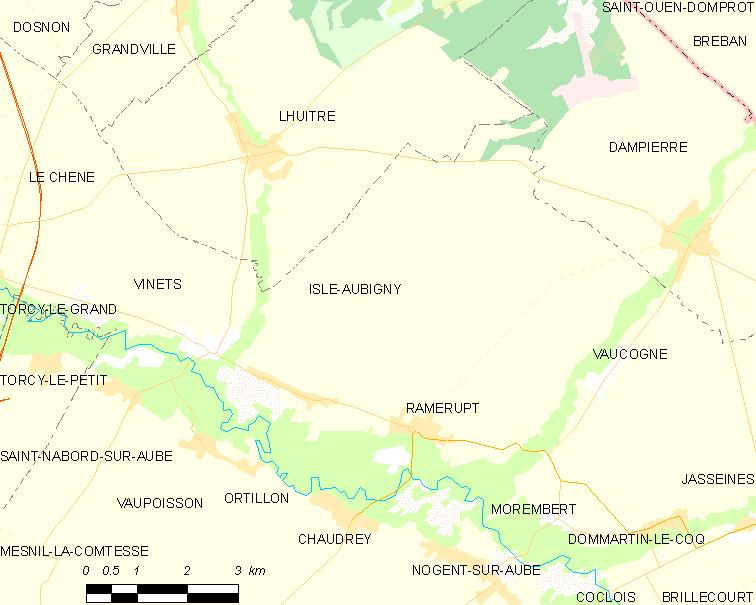
伊勒欧比尼的OSM定位图

伊勒欧比尼的时区为UTC+01:00、UTC+02:00（夏令时）。

## 行政
伊勒欧比尼的邮政编码为10240，INSEE市镇编码为10174。

## 政治
伊勒欧比尼所属的省级选区为奥布河畔阿尔西县。

## 人口

1962-2008年间伊勒欧比尼人口变化图示

伊勒欧比尼于2022年1月1日时的人口数量为171人。